# Sensazione stupenda (singolo)
Sensazione stupenda è un singolo del cantautore italiano Tommaso Paradiso, pubblicato l'8 settembre 2023 come terzo estratto dall'album in studio omonimo.

## Tracce
Testi e musiche di Tommaso Paradiso.
1. Sensazione stupenda – 4:20